# Szkoła Podoficerska Sił Powietrznych w Koszalinie
Szkoła Podoficerska Sił Powietrznych w Koszalinie (SPSP) – była szkoła wojskowa we Koszalinie kształcąca podoficerów na potrzeby Sił Powietrznych, Wojsk Lądowych i Marynarki Wojennej.

## Formowanie
Szkoła powstała na podstawie rozporządzenia ministra Obrony Narodowej z 8 marca 2004 w sprawie utworzenia szkół podoficerskich.
Została rozlokowana w Koszalinie na terenie Centrum Szkolenia Sił Powietrznych. Szkoła rozpoczęła działalność 1 lipca 2004 podejmując szkolenie obsług zestawów przeciwlotniczych, obsad artylerii przeciwlotniczej, operatorów radiolokatorów i systemów walki elektronicznej. Strukturalnie szkoła była bezpośrednio podporządkowana dowódcy Sił Powietrznych. Infrastruktura dydaktyczna oparta była na bazie Centrum Szkolenia Sił Powietrznych w Koszalinie.

## Profil kształcenia
Szkoła kształci elewów w profilu:
- przeciwlotniczych zestawów rakietowych,
- artylerii przeciwlotniczej,
- radiotechnicznym.

## Dowódcy
- st. chor. sztab. Robert Mrozek (1 lipca 2004 – 27 września 2010)
- st. chor. Ryszard Narewski (27 września 2010 – 31 grudnia 2010)

## Rozformowanie
Szkoła zakończyła swoją działalność 31 grudnia 2010 w wyniku wydania rozporządzenie MON z 6 sierpnia 2010, a szkolenie podoficerów zostało przejęte przez Szkołę Podoficerską Sił Powietrznych w Dęblinie.